# Анцоатани
Анцоатани (на малгашки: Antsoatany) е община (каоминина) в Мадагаскар, провинция Антанариву, регион Вакинанкарача, окръг Анцирабе II. Населението на общината през 2001 година е 10 429 души.